# 셰틀랜드 제도 축구 국가대표팀
셰틀랜드 제도 축구 국가대표팀은 스코틀랜드에 있는 셰틀랜드 제도를 대표하는 축구팀이다. 이 팀은 FIFA 및 유럽 축구 연맹 회원국이 아니기 때문에 FIFA 및 유럽 축구 연맹이 주관하는 대회에는 참가하지 않는다. 아일랜드 게임 축구에는 11번 출전하여 그 가운데 2005년 대회에서 금메달을 획득한 적이 있으며 2014-2015 작 매케이컵에서도 우승을 차지했다. 그리고 2019년에 열리지 않은 아일랜드 게임 축구 경기 대신 열린 인터 게임 축구 대회에서는 4위를 기록했다.